# Экранизации произведений Ивана Тургенева
Список фильмов, телефильмов и телесериалов, являющихся экранизациями произведений Ивана Тургенева.
- 1910 — Лейтенант Ергунов / Le Lieutenant Yergounoff (Россия, Франция) Реж Андре Метр, Кай Ганзен (по мотивам рассказа «История лейтенанта Ергунова»)
- 1913 — Нахлебник[итал.] / Il pane altrui (Италия). Реж. Убальдо Мария Дель Колле[итал.]
- 1915 — Вешние воды (Россия). (фильм не сохранился)
- 1915 — Дворянское гнездо (Россия) Реж. Владимир Гардин (фильм не сохранился)
- 1915 — Клара Милич (Россия). Реж Эдвард Пухальский (фильм не сохранился)
- 1915 — Накануне (Россия). Реж. Владимир Гардин, Николай Маликов (фильм сохранился фрагментарно)
- 1915 — Отцы и дети (Россия). Реж. Вячеслав Висковский (фильм сохранился фрагментарно)
- 1915 — Первая любовь (Россия). Реж. Евгений Бауэр, Вячеслав Висковский (фильм не сохранился)
- 1915 — Песнь торжествующей любви (Россия). Реж Евгений Бауэр, (фильм не сохранился)
- 1915 — После смерти (Россия). Реж. Евгений Бауэр (по мотивам повести «Клара Милич»)
- 1916 — Чаша запретной любви (Россия) (фильм не сохранился)
- 1917 — Сон (фильм не сохранился)
- 1918 — Постоялый двор (Россия). Реж. Чеслав Сабинский (фильм сохранился не полностью).
- 1919 — Фауст (другое название «Тургеневская девушка») (Россия). Реж. Ольга Рахманова (фильм не был выпущен)
- 1920 — Дым / Fumo (Италия). Реж. Васко Сальвини
- 1921 — Вина графа Вронского / Die Schuld des Grafen Weronski (Германия), Реж.Рудольф Бибрах[итал.]
- 1923 — Песнь торжествующей любви / Le Chant de l’amour triomphant (Франция). Реж Виктор Туржанский
- 1924 — Вешние воды / Frühlingsfluten (Германия). Реж. Николай Маликов
- 1924 — Нахлебник[итал.] / Il pane altrui (Италия). Реж Телемако Руджери[итал.]
- 1925 — Дым / Kemuri (Smoke), Япония, режиссёр Дайскэ Ито
- 1935 — Бежин луг (СССР). Реж. Сергей Эйзенштейн (фильм не сохранился, восстановлен в качестве фотофильма)
- 1942 — Первая любовь / Primer amor (Испания). Реж. Клаудио Де Ла Торре
- 1943 — Тайны / Secrets (Франция). Реж. Пьер Бланшар (по мотивам пьесы «Месяц в деревне»)
- 1947 — Месяц в деревне / A Month in the Country (ТВ) (Великобритания) (адаптация Эмлина Уильямса[англ.])
- 1949 — Провинциалка / A Provincial Lady (ТВ) (Великобритания)
- 1949 — Дым / Smoke, США, (ТВ), режиссёр Пол Никелл[англ.]  (телесериал Студия 1[англ.])
- 1950  — Вешние воды /  Torrents of Spring, (ТВ), (США). Реж. Франклин Шеффер (телесериал Студия 1[англ.])
- 1950 — Поединок в горах / Duelo en las montañas (Мексика). Реж Эмилио Фернандес
- 1951 — Весна в Марьино / Spring at Marino (ТВ) (Великобритания). (по мотивам романа «Отцы и дети» и пьесы британского драматурга  Констанс Кокс[англ.])
- 1951 — Холостяк / The Bachelor (ТВ) (Великобритания) (телесериал BBC Театр воскресным вечером[англ.])
- 1953 — Нахлебник (ТВ), (СССР). Реж. Владимир Басов, Мстислав Корчагин
- 1953 — Завтрак у предводителя (СССР). Реж. Анатолий Рыбаков
- 1954 — Провинциалка / A Provincial Lady (ТВ), США. Реж. Лэнс Комфорт[англ.]), (телесериал Дуглас Фэрбенкс мл. представляет[англ.])
- 1955 — Месяц в деревне / A Month in the Country (ТВ), (Великобритания). Реж Роберт Хеймер (в адаптации Костанс Гарнетт)  (телесериал ITV Пьеса недели[англ.]) .
- 1956 — Нахлебник / Pane Altrui ((ТВ) (Италия). Реж. Татьяна Павлова
- 1956 — Сон / The Dream (ТВ) (США). Реж. Гуго Гаас (телесериал Театр кинорежиссёров[англ.])
- 1956 — Завтрак у предводителя / Das salomonische Frühstück (ФРГ). Реж. Карл Петер Бильц[нем.]
- 1957 — Вешние воды / Chun chao (Гонконг). Реж. Чинг Доу[англ.]
- 1958 — Отцы и дети (СССР). Реж. Адольф Бергункер, Наталья Рашевская
- 1958 — Отцы и дети[итал.] / Padri e figli  (ТВ) (сериал) (Италия), режиссёр Гульельмо Моранди[итал.]
- 1958 — Месяц в деревне / A Month in the Country (ТВ), (Канада). Реж. Марио Призек (сериал Фолио)
- 1959 — Вешние воды / The Torrents of Spring (ТВ), (Великобритания)
- 1959 — Месяц в деревне / A Month in the Country (ТВ) (США). Реж. Марк Дэниэлс[англ.], (телесериал Пьеса недели[англ.]) .
- 1959 — Муму (СССР). Реж. Евгений Тетерин, Анатолий Бобровский,
- 1959 — Накануне (СССР, Болгария). Реж Владимир Петров
- 1960 — Месяц в деревне / Ein Monat auf dem Lande (ТВ), (ФРГ). Реж. Роберт Фрайтаг[нем.]
- 1960 — Мечта / Un rêve (ТВ) (Франция). Реж. Жан Пра[фр.]
- 1962 — Вешние воды / Proljetne vode (ТВ) (Югославия). Реж. Анте Викулин
- 1963 — Первая любовь / Premier amour (ТВ), (Франция). Реж.Жан Пра[фр.]
- 1964 — Месяц в деревне / Kuukausi maalla (ТВ) (Финляндия). Реж.Мауно Хивёнен[фин.]
- 1964 — Месяц в деревне / Um Mês no Campo (ТВ), (Португалия). Реж. Педру Мартинш
- 1964 — Провинциалка / A Provincial Lady (ТВ), (Австралия). Реж. Патрик Бартон[англ.]
- 1964 — Первая любовь / First Love (ТВ) (Великобритания).  Реж. Марио Призек (сериал Пьесы по средам[англ.])
- 1964 — Летний дождь / Lluvia de verano (ТВ) (Испания). Реж. Хуан Герерро Самора[исп.] (по пьесе «Месяц в деревне»), (сериал «Новелла»[исп.])
- 1965 — Первая любовь / Primer amor (ТВ), (Испания), (сериал «Новелла»[исп.])
- 1965 — Месяц в деревне / Ein Monat auf dem Lande (ТВ), (ГДР). Реж. Вольфрам Кремпель[нем.], Курт Зеегер
- 1965 — Дворянское гнездо[сербохорв.] / Plemicko gnijezdo (ТВ), (Югославия). Реж. [Дэниэл Марусич[сербохорв.]
- 1965 — Бедный джентльмен / A Poor Gentleman (ТВ) (Великобритания). Реж. Майкл Симпсон  (по мотивам пьесы «Нахлебник»)
- 1966 — Путешествие пятой лошади / The Journey of the Fifth Horse (ТВ), (США). Реж. Ларри Аррик, Эрл Доусон(по мотивам повести «Дневник лишнего человека» и пьесы Рональда Рудмана[англ.]
- 1966 — Месяц в деревне / A Month in the Country (ТВ) (Великобритания). Реж. Кристофер Морахан[англ.] (телесериал Театр 625[англ.])  .
- 1966 — Месяц в деревне / Un mois à la campagne (ТВ), (Франция). Реж. Андре Барсак
- 1966 — Харлов и дочери / Charlov e le figlie (ТВ) (Италия), режиссёр Джаньи, Джан Доменико[итал.] (по мотивам повести «Степной король Лир»)
- 1967 — Бретёр / Zabijaka (ТВ) (Польша). Реж. Станислав Ленартович.
- 1967 — Месяц в деревне / Ein Monat auf dem Lande(ТВ), (Австрия). Реж. Вольфганг Глюк[нем.].
- 1967 — Месяц в деревне / Un mes en el campo (ТВ), (Испания). Реж. Альберто Гонсалес Вергель[исп.], сериал Студио 1[исп.]
- 1967 — Нахлебник / Na tudjem hlebu (ТВ), (Югославия). Реж. Йован Коньович
- 1967 — Завтрак у предводителя / Reggeli a marsallnál (ТВ) (Венгрия), режиссёр Андраш Бекеш
- 1968 — Провинциалка / Een dame uit de provincie (ТВ), {Нидерланды}.
- 1968 — Вешние воды / Jarní vody (Чехословакия). Реж. Вацлав Кршка
- 1968 — Месяц в деревне (Ленинградское ТВ), (СССР). Реж. Юрий Маляцкий
- 1968 — Первая любовь (ТВ), (СССР). Реж. Василий Ордынский
- 1969 — Дворянское гнездо / Adelsnest (ТВ), (ГДР). Реж Ханс-Эрих Корбшмидт
- 1969 — Песнь торжествующей любви / Pieśń triumfującej miłości (ТВ), (Польша). Реж. Анджей Жулавский
- 1969 — Дворянское гнездо (СССР). Реж. Андрей Михалков-Кончаловский
- 1969 — Елена (фильм / Jelena (ТВ), ГДР). Реж. Ханс-Эрих Корбшмидт ( по мотивам романа «Накануне»).
- 1969 — Провинциалка (ТВ), (СССР). Реж Софья Гиацинтова, Лидия Ишимбаева
- 1969 — Путешествие пятой лошади / The Journey of the Fifth Horse (ТВ), (Канада) (по мотивам повести «Дневник лишнего человека» и пьесы Рональда Рудмана[англ.] (телесериал «Фестиваль»[англ.]
- 1970 — Первая любовь / Erste Liebe (ФРГ, Швейцария, Венгрия). Реж Максимилиан Шелл
- 1970 — Нахлебник (Ленинградское ТВ) (СССР), Реж.  О. Соловьёв, Владимир Эренберг.  Телеспектакль Ленинградского Государственного Академического театра драмы им. А. С. Пушкина
- 1971 — Первая любовь / Pierwsza miłość (ТВ), (Польша). Реж. Сильвестр Хенчиньский
- 1971 — Жизнь и смерть дворянина Чертопханова (ТВ) («Беларусьфильм)», (СССР). Реж. Виктор Туров (по мотивам рассказов цикла «Записки охотника»:«Чертопханов и Недопюскин», «Конец Чертопханова» и «Певцы» )
- 1971 — Отцы и дети / Otcové a deti (ТВ) (Чехословакия), режиссёр Ева Садкова[англ.]
- 1971 — Отцы и дети / Fathers and Sons (ТВ) (сериал) (Великобритания)
- 1971 — Элегия / Elegija (ТВ) (Югославия), режиссёр Здравко Шотра[серб.] (фильм снят по переписке Ивана Тургенева и актрисы Марии Савиной
- 1971 — Ася / Ászja (ТВ), (Венгрия), режиссёр Миклош Чаньи
- 1971 — Первая любовь / First Love (ТВ) (Польша)  Реж. Сильвестр Хенчиньский, сценарий Анджея Вайды сериал Theatre Macabre
- 1971 — Вешние воды / Aguas primaverales (ТВ) (Испания), сериал «Одиннадцатый час»[исп.]
- 1972 — Нахлебник (ТВ), (СССР). Реж. Инесса Селезнёва, Григорий Конский Телеспектакль МХАТа.
- 1972 — Муму / Mumu (ТВ), (Чехословакия). Реж.  Юзеф Захар[словац.]
- 1972 — Отцы и дети / Padres e hijos (ТВ), (Испания), (сериал «Новелла»[исп.])
- 1973 — Провинциалка / La provinciale (ТВ), (Франция). Реж. Филипп Лайк[фр.]
- 1973 — Прикосновение бабочки / Dotek motýla (ТВ) (Чехословакия). Реж. Юрай Герц (по мотивам рассказа «Три встречи)»
- 1973 — Месяц в деревне (ТВ), (СССР). Реж. Екатерина Еланская, Галина Холопова (телевизионная версия спектакля Московского драматического театра имени М. Н. Ермоловой)
- 1973 — «Записки охотника» — (ТВ), (СССР), режиссёр  Лев Елагин (рассказы «Свидание», «Петр Петрович Каратаев», «Гамлет Щигровского уезда»)
- 1974 — Первая любовь / El primer amor (Мексика). Реж. Хосе Диас Моралес[фр.]
- 1974 — Вешние воды / Frühlingsfluten (ТВ) (ФРГ). Реж. Войтех Ясны
- 1974 — Нахлебник / Pane Altrui (ТВ) (Италия). Реж.  Андреа Фрецца[итал.]
- 1974 — Рудин / Rugyin, (ТВ) (Венгрия). Реж. Иштван Иглоди
- 1974 — Отцы и дети, (ТВ), (СССР). Реж. Алина Казьмина, Евгений Симонов, фильм-спектакль в постановке Государственного академического Малого театра СССР.
- 1975 — Первая любовь / Hatsukoi (Япония). Реж. Цугунобу Котани
- 1975 — Бенямишек / Beniamiszek (ТВ), (Польша). Реж. Влодзимеж Ольшевский[англ.], (по мотивам рассказа «Конец Чертопханова»  из цикла «Записки охотника»).
- 1975 — Возвращение (ТВ) (СССР). Реж. Павел Резников, телекспектакль в постановке МХАТа, по повести «Два приятеля».
- 1975 — Гамлет Щигровского уезда (ТВ) («Беларусьфильм») (СССР). Реж. Валерий Рубинчик
- 1976 — Степной король Лир (ТВ) (СССР). Реж. Анатолий Васильев
- 1976 — Фантазия (ТВ) (СССР). Реж. Анатолий Эфрос. Фильм-балет по мотивам повести «Вешние воды».
- 1976 — Месяц в деревне / Un mois à la campagne (ТВ), (Франция). Реж. Пьер Саббаг[фр.]  (сериал   Сегодня вечером в театре[фр.]
- 1977 — Рудин (СССР). Реж. Константин Воинов
- 1977 — Ася (СССР, ГДР). Реж. Иосиф Хейфиц
- 1977 — Бирюк (СССР). Реж. Роман Балаян
- 1977 — Месяц в деревне / A Month in the Country {ТВ) (Великобритания). Реж. Квентин Лоуренс[англ.] (адаптация  Пьер Саббаг[англ.] .
- 1978 — Отцы и дети / Väter und Söhne (ТВ) (ФРГ). Реж. Клаус Петер Витт[нем.]
- 1978 — Отцы и дети / Padres e hijos (ТВ), (Испания), (сериал «Новелла»[исп.])
- 1978 — Месяц в деревне[англ.] / A Month in the Country, (ТВ) (Великобритания), фильм-балет, режиссёр и хореограф Фредерик Аштон. Музыка Фридерика Шопена в аранжировке Джона Ланчбери
- 1978 — Лиза / Liza (ТВ) (Великобритания). Реж Питер Хаммонд[англ.] (по роману «Дворянское гнездо») (сериал BBC Two пьеса недели)
- 1979 — Месяц в деревне / Een maand op het land (ТВ) (Бельгия). Реж. Антонин Москалик, Винсент Руффар[нидерл.]
- 1980 — Месяц в деревне / Egy hónap falun (ТВ) (Венгрия). Реж. Тамаш Сиртеш
- 1981 — Затишье (ТВ) (СССР). Реж. Виталий Четвериков
- 1983 — Отцы и дети (мини-сериал) (СССР). Реж. Вячеслав Никифоров
- 1983 — Нахлебник / Le Pique Assiette (ТВ) (Франция). Реж. Пьер Саббаг[фр.] (сериал Сегодня вечером в театре[фр.]
- 1983 — Месяц в деревне (ТВ), (СССР). Телеверсия спектакля Театра на Малой Бронной. Реж. Анатолий Эфрос
- 1985 — Накануне (СССР, Болгария). Реж Николай Мащенко
- 1987 — Муму (ТВ) (СССР) (мультфильм) Реж. Валентин Караваев
- 1988 — Сон (СССР) (мультфильм). Реж. Нина Шорина
- 1989 — Вешние воды / Torrents of Spring (Великобритания, Франция, Италия). Реж Ежи Сколиммовский
- 1989 — Поездка в Висбаден (СССР, Австрия, Чехословакия). Реж. Евгений Герасимов. По мотивам повести «Вешние воды»
- 1990 — Лунная тень / Holdárnyék (ТВ) (Венгрия). Реж. Элизабет Мартин (по мотивам повести «Клара Милич»)
- 1992 — Дымъ (мини-сериал) (Россия, Германия). Реж. Аян Шахмалиева
- 1995 — …Первая любовь (Россия, Германия). Реж. Роман Балаян
- 1998 — Му-Му (Россия) Реж. Юрий Грымов
- 2001 — Первая любовь / Lover`s Prayer (США, Великобритания). Реж Реверж Анселмо
- 2002 — Первая любовь / Erste liebe (ТВ), (Германия) режиссёры Питер Хеннинг, Claudia Prietzel
- 2008 — Отцы и дети (мини-сериал) (Россия). Реж. Авдотья Смирнова
- 2014 — Две женщины (Россия, Франция, Латвия, Великобритания). Реж. Вера Глаголева. По мотивам повести «Месяц в деревне»